# Zbigniew z Koprzywnicy
Zbigniew z Koprzywnicy (zm. 1241 lub 1260) – święty oraz męczennik katolicki, cysters, opat klasztoru w Koprzywnicy, zamordowany przez Tatarów, być może pochodzący z rody Dębnów, utożsamiany przez przeciwników istnienia Zbigniewa z innym koprzywnickim opatem błogosławionym Pawłem.